# Smeeth
Smeeth es una parroquia civil y un pueblo del distrito de Ashford, en el condado de Kent (Inglaterra).

## Geografía
Según la Oficina Nacional de Estadística británica, Smeeth tiene una superficie de 8,29 km².

## Demografía
Según el censo de 2001, Smeeth tenía 846 habitantes (49,88% varones, 50,12% mujeres) y una densidad de población de 102,05 hab/km². El 17,73% eran menores de 16 años, el 71,51% tenían entre 16 y 74 y el 10,76% eran mayores de 74. La media de edad era de 43,13 años. Del total de habitantes con 16 o más años, el 21,98% estaban solteros, el 62,64% casados y el 15,37% divorciados o viudos.
El 95,51% de los habitantes eran originarios del Reino Unido. El resto de países europeos englobaban al 1,54% de la población, mientras que el 2,96% había nacido en cualquier otro lugar. Según su grupo étnico, el 98,93% eran blancos, el 0,36% asiáticos, el 0,36% negros y el 0,36% chinos. El cristianismo era profesado por el 77,57%, el judaísmo por el 0,35% y cualquier otra religión, salvo el budismo, el hinduismo, el islam y el sijismo, por el 0,35%. El 12,63% no eran religiosos y el 9,09% no marcaron ninguna opción en el censo.
432 habitantes eran económicamente activos, 419 de ellos (96,99%) empleados y 13 (3,01%) desempleados. Había 344 hogares con residentes y 16 vacíos.